# Mistrovství světa CONIFA
Mistrovství světa CONIFA je fotbalový turnaj. V letech 2014–2018 byly odehrány tři ročníky.
Turnaj pořádá CONIFA.

## Výsledky
| Ročník | Pořadatel | Zlatá medaile                       | Skóre                               | Stříbrná medaile                    | Bronzová medaile                    | Skóre                               | 4. místo                            |
| ------ | --------- | ----------------------------------- | ----------------------------------- | ----------------------------------- | ----------------------------------- | ----------------------------------- | ----------------------------------- |
| 2014   | Sámové    | Nicejské hrabství                   | 0:0 (5:3 p)                         | Ellan Vannin                        | Aramejští Syřané                    | 4:1                                 | Jižní Osetie                        |
| 2016   | Abcházie  | Abcházie                            | 1:1 (6:5)                           | Panjab                              | Severní Kypr                        | 2:0                                 | Padánie                             |
| 2018   | Barawa    | Kárpátalja                          | 0:0 (3:2)                           | Severní Kypr                        | Padánie                             | 0:0 (5:4)                           | Sikulsko                            |
| 2020   | Makedonie | Zrušeno z důvodu pandemie covidu-19 | Zrušeno z důvodu pandemie covidu-19 | Zrušeno z důvodu pandemie covidu-19 | Zrušeno z důvodu pandemie covidu-19 | Zrušeno z důvodu pandemie covidu-19 | Zrušeno z důvodu pandemie covidu-19 |
| 2024   | Kurdistán | Zrušeno                             | Zrušeno                             | Zrušeno                             | Zrušeno                             | Zrušeno                             | Zrušeno                             |
| 2027   | Egypt     |                                     |                                     |                                     |                                     |                                     |                                     |